# ノストラダムス (映画)
『ノストラダムス』（原題：Nostradamus）は、1994年制作のフランス・イギリス・ドイツ・ルーマニア合作の映画。
ノストラダムスの生涯を描いた映画で、他の諸国では1994年ないし1995年に公開されたが、日本では「ノストラダムスの大予言」でいう“恐怖の大王の年”とされた1999年に公開された。

## キャスト
| 役名                       | 俳優                      | 日本語吹替 |
| -------------------------- | ------------------------- | ---------- |
| ノストラダムス             | チェッキー・カリョ        | 森田順平   |
| スカリゲル                 | F・マーリー・エイブラハム | 江角英明   |
| 謎の修道士                 | ルトガー・ハウアー        | 後藤哲夫   |
| カトリーヌ・ド・メディシス | アマンダ・プラマー        | 信沢三恵子 |
| マリー                     | ジュリア・オーモンド      | 沢海陽子   |
| アン                       | アスンプタ・セルナ        | 日野由利加 |
| アンリ2世                  | アンソニー・ヒギンズ      | 金尾哲夫   |
| ディアーヌ・ド・ポワチエ   | ダイアナ・クイック        | 野沢由香里 |
| ヘレン                     | マヤ・モルゲンステルン    | 唐沢潤     |
| ジャン・ド・レミー         | マイケル・ガフ            | 塚田正昭   |
| ソフィー                   | マグダレーナ・リッター    | 幸田夏穂   |
| 教授                       | ブルース・マイヤーズ      | 宝亀克寿   |
| 異端審問官A                | レオン・リセック          | 手塚秀彰   |
| 異端審問官B                | マイケル・バーン          | -          |
| ポール                     | ブルース・アレクサンダー  | 仲野裕     |
| ノストラダムス少年         | マシュー・モーレイ        | 津村まこと |
| 伯爵                       | -                         | 堀部隆一   |
| 伯爵夫人                   | リチェンダ・ケアリー      | 田中敦子   |
| ラウル                     | サーバン・セレラ          | 成田剣     |
| 医者                       | エイドリアン・ピンティア  | 遊佐浩二   |
| 学生                       | トミー・クリスティン      | 川島得愛   |